# Erwin Nasse
Erwin Nasse, född 2 december 1829 i Bonn, död där 4 januari 1890, var en tysk nationalekonom.
Nasse blev professor i nationalekonomi 1856 i Rostock och 1860 i Bonn. I metodologiskt hänseende förenade han sig delvis med Carl Menger i dennes kritik av den historiska skolan. Han intog en moderat frihandelsståndpunkt och tillhörde för övrigt den katedersocialistiska riktningen: han deltog i bildandet av och var under flera år president för Verein für Socialpolitik.
I facktidskrifter publicerade Nasse mycket betydande avhandlingar i penning-, kredit- och skattefrågor. Bland hans arbeten märks Über die mittelalterliche Feldgemeinschaft (1869). Han var även medarbetare i Gustav von Schönbergs Handbuch.